# YEnc
yEnc – metoda kodowania transportowego zbiorów binarnych (załączników) wiadomości w Usenecie lub w poczcie elektronicznej. Poprzez zastosowanie ośmiobitowego kodowania z zastosowaniem rozszerzonej tabeli ASCII pozwala zmniejszyć nadmiarowość względem kodowania metodami stosującymi zwykłą tabelę ASCII. Ocenia się, że nadmiarowość metody yEnc to 1–2% wobec 33–40% w sześciobitowych metodach jak uuencode lub base64. Pozwala to na zmniejszenie wielkości wiadomości, co ma wpływ na szybkość dostawy oraz redukuje zapotrzebowanie na pamięć masową.
Dodatkowo metoda ta, w odróżnieniu od wyżej wymienionych, wykorzystuje liczbę kontrolną CRC, co umożliwia weryfikację integralności odkodowanego pliku.
Została utworzona i przekazana do domeny publicznej w 2001 r. przez Jürgena Helbinga.